# Transactions of the Linnean Society of London
Transactions of the Linnean Society of London, (abreujat Trans. Linn. Soc. London), va ser una revista il·lustrada amb descripcions botàniques que va ser editada per la Societat Linneana de Londres. Va ser publicada des de l'any 1791 al 1875. Des de l'any 1970 té el nom de Biological Journal of the Linnean Society.